# Barnabás Bakos
Barnabás Gustav Bakos (* 13. Juli 1918; † nach 1967) war ein ungarischer Violinist, Komponist, Arrangeur und Orchesterleiter im Bereich der Unterhaltungsmusik. 

## Leben
Bakos lebte in Westberlin und wurde durch zahlreiche Plattenaufnahmen in 50er Jahren als ein typischer Vertreter der damals noch sogenannten "Zigeunermusik" in Deutschland bekannt. Dabei arbeitete er mit Lotar Olias, Karl Föderl, Rosita Serrano, Josephine Varga, Kurt Wege u. a. zusammen. 
Seine meist auf volkstümlichen Melodien des Balkans, Osteuropas und Spaniens basierenden Kompositionen wurden überwiegend durch die Edition Majestic von Erwin Paesike, die heute zur Gruppe Meisel Musikverlage gehört, herausgebracht.

## Kompositionen und Arrangements
- Crazy Fiddle, Pete Alman, Schaeffers, Berlin 1952
- Matrosenflirt, Bruno Scheer, Berlin, 1954
- Frühling in der Pußta, Otto Heinrich Noetzel Heinrichshofen 1955
- Newa-Romanzen, Ed. Majestic Berlin 1955
- Puszta-Zigeuner, Ed. Majestic Berlin 1955
- Ungar-Weisen, Ed. Majestic, Berlin 1957
- Balkan-Klänge, Ed. Majestic, Berlin 1958
- Puszta-Spatzen, Ed. Majestic, Berlin 1959
- Rumelia, Ed. Majestic, Berlin 1959
- Zigeuner-Konzert, Ed. Majestic, Berlin 1959
- Zigeuner-Rhapsodie, Ed. Majestic, Berlin 1961
- Zwei Gitarren, Ed. Majestic, Berlin 1961
- Puszta-Sterne, Ed. Majestic, Berlin 1962
- Jolanka, Ed. Majestic, Berlin 1964
- Warschauer Geschichten, Ed. Majestic, Berlin 1965
- Spanisches Tanzfest, Ed. Majestic, Berlin 1967
- Schwalben-Csárdás, Ed. Majestic, Berlin 1967

## Aufnahmen
- Nachtstimmung in Budapest / Zigeuner-Polka, Columbia DW 5012 (1951)
- Ein Zigeuner hat Sehnsucht / Schwalbenromanze / Dinicu, Columbia DW 5015
- Zigeunertraum / Die beschwipste Geige, Columbia DW 5099, MZ 863
- Zigeunertango: Spiel, Zigeuner, spiel, mit Lotar Olias und Kurt Schwabach / Ein Zigeuner ist mein Herz, mit Karl Föderl und Josef Petrak, Columbia DW 5100
- Fahr' auf dem Zigeunerwagen: Foxtrott aus dem Film „So ein Theater“ mit Rosita Serrano, Electrola EG 7700, His Master’s Voice JK 2752
- Beliebte Melodien von Emmerich Kalman, Teil 1. und 2., Columbia Norway, GN 1509 (1954)
- Frühling in der Puszta, Odeon 28647
- Im Zigeunerkeller: Czardas-Potpourri über alte Zigeunerweisen, Odeon 28648
- Barnabas Bakos spielt Zigeunerweisen, Musikverlag Argus 1982, MC 308
- Spiel, Zigeuner, Von der Puszta, Imperial ILP 121
- Kurt Wege und sein Orchester: Avant de mourir (Solo-Violine: Barnabas Bakos) Electrola EG 7702
- Virtuose Zigeunermusik: Die Orchester Barnabas Bakos und Vesco D´Orio, (LP, RE), Die Volksplatte, SMVP 6026 (1964)